# Ian Goloubovski
Ian Valerievitch Goloubovski - en russe : Ян Валерьевич Голубовский (Ân Valer’evič Golubovskij) et en anglais : Yan Golubovsky - (né le 9 mars 1976 à Novossibirsk en République socialiste fédérative soviétique de Russie) est un joueur professionnel russe de hockey sur glace. Il évolue au poste de défenseur.

## Carrière
Choisi à la draft 1994 en 23e position par les Red Wings de Détroit, il commence sa carrière dans la Ligue nationale de hockey en 1997 avec la franchise du Michigan après avoir débuté en Ligue américaine de hockey aux Red Wings de l'Adirondack.
Il joue à Détroit jusqu'en 2000 avant de partir pour les Panthers de la Floride. Il marque dans la Ligue nationale de hockey 8 points en 56 matchs. Il joue ensuite dans le championnat de Russie au HK CSKA Moscou et au SKA Saint-Pétersbourg.

## Statistiques
| Saison     | Équipe                       | Ligue         |    | Saison régulière | Saison régulière | Saison régulière | Saison régulière | Saison régulière |    | Séries éliminatoires | Séries éliminatoires | Séries éliminatoires | Séries éliminatoires | Séries éliminatoires |
| Saison     | Équipe                       | Ligue         | PJ | B                | A                | Pts              | Pun              | PJ               | B  | A                    | Pts                  | Pun                  |                      |                      |
| 1993-1994  | Russian Penguins             | LIH           | 8  | 0                | 0                | 0                | 23               | --               | -- | --                   | --                   | --                   |                      |                      |
| 1994-1995  | Red Wings de l'Adirondack    | LAH           | 57 | 4                | 2                | 6                | 39               | --               | -- | --                   | --                   | --                   |                      |                      |
| 1995-1996  | Red Wings de l'Adirondack    | LAH           | 71 | 5                | 16               | 21               | 97               | 3                | 0  | 0                    | 0                    | 2                    |                      |                      |
| 1996-1997  | Red Wings de l'Adirondack    | LAH           | 62 | 2                | 11               | 13               | 67               | 4                | 0  | 0                    | 0                    | 0                    |                      |                      |
| 1997-1998  | Red Wings de l'Adirondack    | LAH           | 52 | 1                | 15               | 16               | 57               | 3                | 0  | 0                    | 0                    | 2                    |                      |                      |
| 1997-1998  | Red Wings de Détroit         | LNH           | 12 | 0                | 2                | 2                | 6                | --               | -- | --                   | --                   | --                   |                      |                      |
| 1998-1999  | Red Wings de Détroit         | LNH           | 17 | 0                | 1                | 1                | 16               | --               | -- | --                   | --                   | --                   |                      |                      |
| 1998-1999  | Red Wings de l'Adirondack    | LAH           | 43 | 2                | 2                | 4                | 32               | 2                | 0  | 0                    | 0                    | 4                    |                      |                      |
| 1999-2000  | Red Wings de Détroit         | LNH           | 21 | 1                | 2                | 3                | 8                | --               | -- | --                   | --                   | --                   |                      |                      |
| 2000-2001  | Panthers de la Floride       | LNH           | 6  | 0                | 2                | 2                | 2                | --               | -- | --                   | --                   | --                   |                      |                      |
| 2000-2001  | Mighty Ducks de Cincinnati   | LAH           | 28 | 4                | 4                | 8                | 16               | --               | -- | --                   | --                   | --                   |                      |                      |
| 2000-2001  | Panthers de Louisville       | LAH           | 30 | 1                | 12               | 13               | 36               | --               | -- | --                   | --                   | --                   |                      |                      |
| 2001-2002  | Metallourg Magnitogorsk      | Superliga     | 9  | 0                | 1                | 1                | 10               |                  |    |                      |                      |                      |                      |                      |
| 2001-2002  | Sibir Novossibirsk           | Vyschaïa Liga | 31 | 6                | 8                | 14               | 50               | 10               | 1  | 1                    | 2                    | 12                   |                      |                      |
| 2002-2003  | HK CSKA Moscou               | Superliga     | 22 | 0                | 3                | 3                | 26               | --               | -- | --                   | --                   | --                   |                      |                      |
| 2003-2004  | Severstal Tcherepovets       | Superliga     | 4  | 0                | 1                | 1                | 4                | --               | -- | --                   | --                   | --                   |                      |                      |
| 2003-2004  | SKA Saint-Pétersbourg        | Superliga     | 33 | 2                | 9                | 11               | 16               | --               | -- | --                   | --                   | --                   |                      |                      |
| 2004-2005  | SKA Saint-Pétersbourg        | Superliga     | 46 | 0                | 7                | 7                | 38               | --               | -- | --                   | --                   | --                   |                      |                      |
| 2005-2006  | Leksands IF                  | Elitserien    | 31 | 1                | 1                | 2                | 22               | --               | -- | --                   | --                   | --                   |                      |                      |
| 2008-2009  | HK Iounost Minsk             | Ekstraliga    | 21 | 1                | 8                | 9                | 44               |                  |    |                      |                      |                      |                      |                      |
| 2009-2010  | HK Jesenice                  | EBEL          | 51 | 4                | 20               | 24               | 118              |                  |    |                      |                      |                      |                      |                      |
| 2009-2010  | HK Jesenice                  | Ligue Slovène |    |                  |                  |                  |                  | 10               | 1  | 4                    | 5                    | 28                   |                      |                      |
| 2011-2012  | Pingouins de Morzine-Avoriaz | Ligue Magnus  | 24 | 2                | 3                | 5                | 30               | 5                | 2  | 1                    | 3                    | 12                   |                      |                      |
| 2012-2013  | HK Riazan                    | VHL           | 11 | 1                | 0                | 1                | 26               | -                | -  | -                    | -                    | -                    |                      |                      |
| Totaux LNH | Totaux LNH                   | Totaux LNH    | 56 | 1                | 7                | 8                | 32               |                  |    |                      |                      |                      |                      |                      |